# Toriana Patterson
Toriana Jade Patterson (Yorktown Heights, 2 febbraio 1994) è una calciatrice giamaicana, difensore della nazionale giamaicana.

## Carriera

### Club
Nata a Yorktown Heights, nello stato di New York, negli USA, nel 1994, ha giocato a livello universitario per 1 anno, dal 2012 al 2013, con le Lady Bulldogs dell'Università della Georgia e per 2, dal 2014 al 2016, con le Huskies dell'Università del Connecticut.
Nel 2017 si è trasferita in Europa, al Gintra Universitetas, squadra lituana con cui ha vinto il campionato e giocato in Women's Champions League, esordendovi il 22 agosto, schierata titolare nel 4-0 sulle slovacche del Partizán Bardejov, e raggiungendo gli ottavi di finale, persi contro il Barcellona.
Nel settembre 2018 è andata a giocare in Italia, con le baresi della Pink Sport Time, in Serie A.

### Nazionale
Tra 2011 e 2012 ha giocato 8 volte con l'Under-20 giamaicana, disputando anche il Nordamericano Under-20 del 2012 a Panama, dove è stata eliminata nel girone.
Nel 2018 ha disputato le prime gare ufficiali con la nazionale maggiore ed è stata convocata per il CONCACAF Women's Championship, dove con 3 presenze in 5 gare (tra le quali la finalina per il 3º posto contro Panama, in cui è entrata ai supplementari) ha contribuito alla prima qualificazione di sempre delle Reggae Girlz al Mondiale.

## Statistiche

### Presenze e reti nei club
Statistiche aggiornate al 20 aprile 2019.
| Stagione        | Squadra         | Campionato      | Campionato | Campionato | Coppe nazionali | Coppe nazionali | Coppe nazionali | Coppe continentali | Coppe continentali | Coppe continentali | Altre coppe | Altre coppe | Altre coppe | Totale | Totale |
| Stagione        | Squadra         | Comp            | Pres       | Reti       | Comp            | Pres            | Reti            | Comp               | Pres               | Reti               | Comp        | Pres        | Reti        | Pres   | Reti   |
| --------------- | --------------- | --------------- | ---------- | ---------- | --------------- | --------------- | --------------- | ------------------ | ------------------ | ------------------ | ----------- | ----------- | ----------- | ------ | ------ |
| 2018-2019       | Pink Sport Time | A               | 12         | 0          | CI              | 1               | 1               | -                  | -                  | -                  | -           | -           | -           | 13     | 1      |
| Totale carriera | Totale carriera | Totale carriera | 12         | 0          | -               | 1               | 1               | -                  | -                  | -                  | -           | -           | -           | 13     | 1      |

## Palmarès

### Club

#### Competizioni nazionali
- Campionato lituano: 1

Gintra Universitetas: 2017